# 戶澤盛安
戶澤盛安（とざわ もりやす，1566年—1590年7月7日、永祿9年—天正18年6月6日）日本戰國武將，是出羽國角館小勢力的戰國大名，外號「夜叉九郎」。血統是桓武平氏以平衡盛作祖先的----戶澤氏，勇猛善戰。

## 繼任家督
1578年，戶澤盛安代替體質虛弱的哥哥戶澤盛重，以13歲之齡繼承戶澤氏。戶澤盛安是一員智勇出色的名將，得到『鬼九郎』或『夜叉九郎』等別名。實際上，每逢與他家開戰的時候，盛安雖然是總司令，但是經常站立在前線，經常單騎殺入敵人陣中。盛安對於俘虜的敵方士兵，總是採取釋放的做法，而非處決，盛安由此贏得和善的名聲。
相對於父輩得到家臣的幫助，安穩地管治自家領地，盛安卻要為了擺脫強大的鄰居----南部氏的影響而不斷奔走，進行不少外交活動，以保護戶澤家的安全。可是，威脅著戶澤氏的不單是南部氏，還有漸漸取代南部氏領導地位、由安東愛季統領的安東氏以及角館城南方的小野寺氏。

## 唐松野之戰
安東愛季知道仙北三郡的四家(小野寺氏,戶澤氏,本堂氏,六鄉氏)素來不和，於是他拉攏盛安聯合進攻小野寺氏。盛安基於戶澤氏地理上將被安東氏包圍而拒絕。結果，安東氏藉此向戶澤氏大舉進攻。1587年四月，安東愛季手下嘉成播磨守、鐮田河內守攻擊戶澤家淀川城,並將之攻下。四月二日，安東愛季親率3000騎精銳集結于仙北唐松野，對荒川城發動攻擊，四月五日，戶澤盛安引1000騎由小松山出發赴援。此時遭到危脅的小野寺氏和本堂氏，六鄉氏也派出援軍加入戶澤方，是為唐松野之戰。戶澤盛安首先以突襲戰術主動攻擊安東軍，並討取安東方嘉成右馬頭重盛。連續5天的激戰，安東愛季突然病發，安東軍被逼撤退。戶澤軍死傷百多人，安東軍則是戶澤軍的三倍。戶澤氏重新奪回淀川城，唐松野之戰以安東軍戰敗而完結。愛季不久病亡，享年四十九歲。
不久，由愛季生前統一的檜山安東氏和湊安東氏宣告分裂。戶澤氏和南部氏乘機支持湊安東氏的安東通季與愛季次子實季爭奪家督，安東氏至此走向衰落。

## 阿氣野合戰
小野寺氏礙於受到安東氏的威脅，於是出兵緩助戶澤氏，以免唇亡齒寒。但兩家的內在矛盾並沒有因此而解決。唐松野之戰一個月後，戶澤氏突然出兵攻擊小野寺的上浦郡沼館城,小野寺氏雖然正和最上氏對歭，依然派出2000援軍。阿氣野合戰爆發，戶澤氏聯合盟友楢岡氏與小野寺氏開戰，小野寺方的小清水藏人被戶澤盛安討取，戶澤氏乘勝攻陷沼館城。此後,豐臣氏已經平定九州,並派出使者聯絡奧羽諸位大名，調停他們之間的戰爭，剛剛才壯大的戶澤氏再沒有大規模的軍事行動。

## 戶澤氏的外交
戶澤氏的外交工作向來務實，早於1579年，戶澤氏便寄給織田信長鷹和名馬互通友誼。1590年,豐臣秀吉發起小田原征伐,戶澤盛安和家中8騎動身隨秀吉“參戰”。盛安西行的路綫，是自仙北去到莊內，再由海路前往京都。當他們到達京都時秀吉已動身前往關東，于是盛安一行又開始追趕秀吉。當在駿河國與秀吉會面後，秀吉當場賜予他寶刀“太閣兼光”,而且賜予盛安北浦郡4萬4千石。然而，盛安不待戰爭完結回鄉，便病死在小田原，享年二十四歲，過度的勞累與長途跋涉是他英年早逝的主因。

## 家督繼承者
由於盛安嫡子政盛當時只有4歲的緣故，豐臣秀吉將戶澤氏託付給盛安之弟光盛，由光盛擔任家督繼承人。不過，光盛在朝鮮出兵之時，也以17歲之齡病亡於前去九州大本營的途中，政盛繼任家督。